# Casa Memorială „Costache Negri”
Casa Memorială „Costache Negri” este un muzeu județean din localitatea Costache Negri (fostă Mânjina), județul Galați.
Muzeul a fost amenajat în conacul familiei lui Costache Negri, construit la începutul secolului al XIX-lea, în stilul casei țărănești din Moldova, de tip evoluat, cu două cerdace pe stâlpi de lemn. Casa a fost locul unde fruntașii generației pașoptiste se întâlneau deseori, înainte de anul 1848, pentru a discuta principiile ce s-au susținut apoi, în documentele programatice ale revoluției.
În anul 1943 clădirea a fost declarată monument istoric și s-a luat hotărârea de a fi transformată în muzeu. Această intenție s-a materializat abia după 25 ani, actuala formulă organizatorică fiind inaugurată la 21 mai 1986. Inundațiile din anul 2013 au impus restaurarea conacului, în timp ce exponatele au fost verificate și restaurate la Muzeul de Istorie „Paul Păltănea” din Galați. În 19 octombrie 2016 muzeul a fost redeschis, la comemorarea a 140 de ani de la moartea omului politic, reluând o expoziție apreciată până la vremelnica închidere a conacului - „Ambient românesc – ambient european: Conacul de la Mânjina”. 
În cele șapte săli de expoziție se regăsesc mobilier și piese de artă decorativă, din renumite stiluri europene, ce erau la modă în saloanele boierești din perioadă; picturi, fotografii și documente relevante pentru viața și activitatea lui Costache Negri, familiei și colaboratorilor săi. Sunt expuse și bunuri culturale, cu valoare memorială, legate de personalități precum: Mihail Kogălniceanu, Nicolae Bălcescu, Vasile Alecsandri, Alexandru Ioan Cuza etc. În felul acesta, se poate percepe, mai coerent, ambientul în care s-au manifestat spiritul pașoptist, cel unionist, precum și maniera în care acestea s-au concretizat într-un secol (al XIX-lea), într-o lume românească racordată la civilizația europeană.
În fața casei memoriale, la 19 mai 1973, a fost dezvelit bustul lui Costache Negri, realizat în piatră de Boris Leonovici.
În mod tradițional, în cadrul Casei Memoriale se organizează "Întâlnirile de la Mânjina", eveniment cultural-artistic ce rememorează personalitatea celui care a participat intens la Revoluția de la 1848. 
Clădirea muzeului este declarată monument istoric, având codul GL-IV-m-B-03147. 